# NGC 5474
NGC 5474 (również PGC 50216 lub UGC 9013) – karłowata galaktyka spiralna (Sc), znajdująca się w gwiazdozbiorze Wielkiej Niedźwiedzicy. Została odkryta 1 maja 1788 roku przez Williama Herschela.

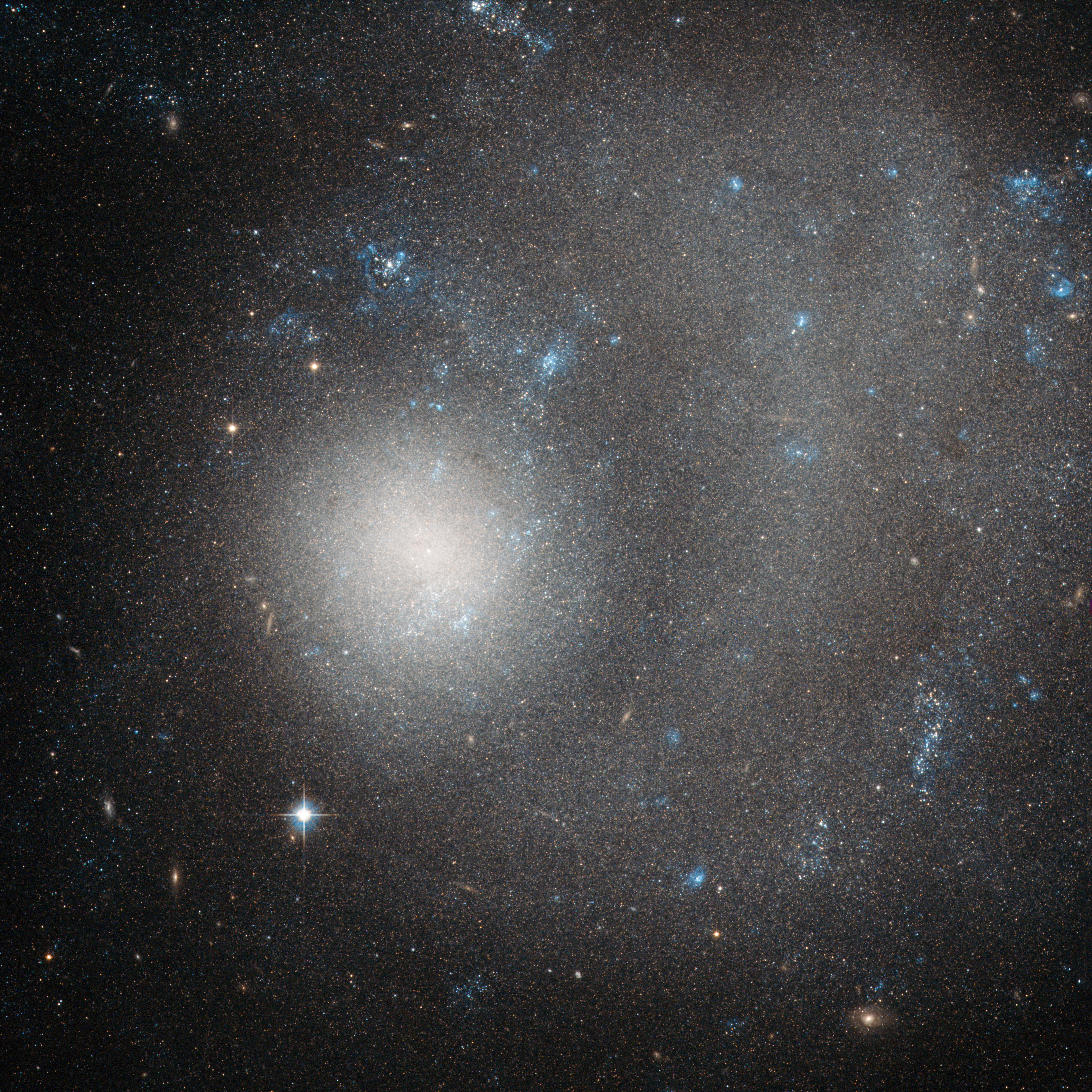
NGC 5474 na zdjęciu z teleskopu Hubble’a

Galaktyka ta znajduje się w odległości około 21 milionów lat świetlnych od Ziemi i należy do grupy galaktyk M101.